# Romik Khachatrian
Romik Khachatrian (en arménien, Ռոմիկ Խաչատրյան), né le 23 août 1978 à Erevan, est un footballeur international arménien. 

## Biographie
Une grande partie de sa carrière se déroule à Chypre, où il joue pour les équipes d'Olympiakos Nicosie (2000-2002 et 2003-2004), APOEL Nicosie (2002-2003), Anorthosis Famagouste (2006), APOP Kinyras (2008) et AE Paphos (2009-2010).
International arménien de 1997 à 2008, avec 54 sélections (septième joueur arménien le plus capé de l'histoire), il termine sa carrière professionnelle en 2012.

## Palmarès
- Championnat d'Arménie
  - Vainqueur lors de la saison 1996-1997 avec le Pyunik Erevan

- Coupe d'Arménie
  - Vainqueur en 1996 avec le Pyunik Erevan
  - Finaliste en 1997 avec le Pyunik Erevan
  - Vainqueur en 1999 avec le FC Araks Ararat
  - Finaliste en 2008 avec le Banants Erevan

- Supercoupe d'Arménie
  - Vainqueur en 1997 avec le Pyunik Erevan
  - Finaliste en 1999 avec le FC Araks Ararat

- Supercoupe de Chypre
  - Vainqueur en 2002 avec l'APOEL Nicosie